# Kloster Weltenburg
Weltenburg ligger i kommunen Kelheim i den tyske delstat Bayern. Stedet ligger ved floden Donau. Klosteret tilhører benediktinerordenen, og ligger ovenfor Donaus gennembrud, Donaudurchbruch bei Weltenburg, hvor Donau gennemskærer Fränkische Alb. Klosteret er et abbedi som tilhører den bayerske benediktinerkongregation.

## Historie
Allerede i år 45 efter Kristus fandtes det ved Weltenburg på Donaus højre bred, en romersk grænsevej og militær transportvej. Veien førte opstrøms til kastel Hüfingen ved Donaueschingen. Vejstrækningen kaldes af historikere for Donau Syd og var gennem lang tid en af de to vigtigste øst-vestforbindelser nord for alperne. Ved borgen krydsede trafikken fra Via Claudia som kom fra det øvre Italien. 
De irsk-skotske munke Eustachius og Agilus fra Luxeuil grundlagde det første kloster på stedet i 617 tilegnet den hellige Kolumban. Dette kloster regnes som det ældste i Bayern. 

## Klosterbygningene
Abbed Maurus 1. Bächl (1713-1743) opførte Frauenbergkirche, de øvrige kirker i klosteret og også selve klosterbygningene. De baroke bygninger som omgiver klosterhaven indeholder også klosterkirken viet til Sankt Georg, er opført af brødrene Asam fra 1716 til 1739. Klosteret blev opløst i 1803 under sekulariseringen i Bayern, men genoprettet i 1842.
Orgelet er bygget af orgelmager Konrad Brandenstein (1695-1757).

## Klosterbryggeriet
Klosterbryggeriet Weltenburg antages at være et af de ældste klosterbryggerier i verden (siden 1050). I klostergården er der anlagt en stor udeservering. Weltenburger Kloster Barock Dunkel blev i 2004 kåret til det bedste mørke øl i verden.

## Galleri
- Brandenstein-orgelet
- I klostrets gård serveres bl.a. stedets eget bryg
- Klostergården
- Klostergården
- Weltenburg Kloster
- Weltenburg Kloster

## Andet
Cykelruten langs Donau, Donauradweg, går forbi klosteret.